# Les 100 meilleurs romans du Time

Les 100 meilleurs romans du Time est une liste des 100 meilleurs romans publiés en anglais entre 1923 et 2005, sans classement. La liste a été créée par les critiques de Time Magazine Lev Grossman et Richard Lacayo.
La liste contient des romans publiés entre 1923 (date de la première publication du Time) et 2005 (lorsque la liste a été créée). Pour cette raison, certains romans notables du XXe siècle, tels que Ulysse de James Joyce (publié en 1922), n'ont pas été éligibles.
Une liste des dix meilleurs romans graphiques de l'époque a ensuite été publiée en complément. Watchmen (1986) d'Alan Moore et Dave Gibbons apparaît à la fois sur les listes des 100 meilleurs romans et des 10 meilleurs romans graphiques. La liste combinée inclut un total de 109 entrées.

## Liste
| Titre                                             | Auteur                      | Année |
| ------------------------------------------------- | --------------------------- | ----- |
| Une tragédie américaine                           | Theodore Dreiser            | 1925  |
| Gatsby le Magnifique                              | F. Scott Fitzgerald         | 1925  |
| Le Pont du roi Saint-Louis                        | Thornton Wilder             | 1927  |
| La Mort et l'Archevêque                           | Willa Cather                | 1927  |
| Rendez-vous à Samarra                             | John O'Hara                 | 1934  |
| Une poignée de cendre                             | Evelyn Waugh                | 1934  |
| Moi Claude empereur                               | Robert Graves               | 1934  |
| L'Or de la terre promise                          | Henry Roth                  | 1935  |
| Autant en emporte le vent                         | Margaret Mitchell           | 1936  |
| Kermesse irlandaise                               | Flann O'Brien               | 1938  |
| Les Cœurs détruits                                | Elizabeth Bowen             | 1938  |
| L'Incendie de Los Angeles                         | Nathanael West              | 1939  |
| Le Grand Sommeil                                  | Raymond Chandler            | 1939  |
| Les Raisins de la colère                          | John Steinbeck              | 1939  |
| Le cœur est un chasseur solitaire                 | Carson McCullers            | 1940  |
| La Ferme des animaux                              | George Orwell               | 1945  |
| Retour à Brideshead                               | Evelyn Waugh                | 1945  |
| Les Fous du roi                                   | Robert Penn Warren          | 1946  |
| Adieu à Berlin                                    | Christopher Isherwood       | 1946  |
| Le Fond du problème                               | Graham Greene               | 1948  |
| L'Attrape-cœurs                                   | J.D. Salinger               | 1951  |
| La Danse de la vie humaine                        | Anthony Powell              | 1951  |
| Les Aventures d'Augie March                       | Saul Bellow                 | 1953  |
| La Conversion                                     | James Baldwin               | 1953  |
| Le Commis                                         | Bernard Malamud             | 1957  |
| Une mort dans la famille                          | James Agee                  | 1958  |
| Catch 22                                          | Joseph Heller               | 1961  |
| Le Carnet d'or                                    | Doris Lessing               | 1962  |
| Une maison pour monsieur Biswas                   | V.S. Naipaul                | 1962  |
| L'Orange mécanique                                | Anthony Burgess             | 1963  |
| Herzog                                            | Saul Bellow                 | 1964  |
| Vente à la criée du lot 49                        | Thomas Pynchon              | 1966  |
| Les Confessions de Nat Turner                     | William Styron              | 1967  |
| Sarah et le Lieutenant français                   | John Fowles                 | 1969  |
| Délivrance                                        | James Dickey                | 1970  |
| Dieu, tu es là ? C'est moi, Margaret              | Judy Blume                  | 1970  |
| L'Arc-en-ciel de la gravité                       | Thomas Pynchon              | 1973  |
| Guerriers de l'enfer                              | Robert Stone                | 1974  |
| Falconer                                          | John Cheever                | 1977  |
| La Maison de Noé                                  | Marilynne Robinson          | 1981  |
| Méridien de sang                                  | Cormac McCarthy             | 1986  |
| Beloved                                           | Toni Morrison               | 1987  |
| Pastorale américaine                              | Philip Roth                 | 1997  |
| Le tueur aveugle                                  | Margaret Atwood             | 2000  |
| Les Corrections                                   | Jonathan Franzen            | 2001  |
| Expiation                                         | Ian McEwan                  | 2002  |
| L'Infinie Comédie                                 | David Foster Wallace        | 1996  |
| Homme invisible, pour qui chantes-tu ?            | Ralph Ellison               | 1952  |
| Lumière d'août                                    | William Faulkner            | 1932  |
| Le Lion, la Sorcière blanche et l'Armoire magique | C.S. Lewis                  | 1950  |
| Lolita                                            | Vladimir Nabokov            | 1955  |
| Sa Majesté des mouches                            | William Golding             | 1954  |
| Le Seigneur des anneaux                           | J.R.R. Tolkien              | 1954  |
| Amour                                             | Henry Green                 | 1945  |
| Jim-la-chance                                     | Kingsley Amis               | 1954  |
| L'Homme qui aimait les enfants                    | Christina Stead             | 1940  |
| Les Enfants de minuit                             | Salman Rushdie              | 1981  |
| Money, Money                                      | Martin Amis                 | 1984  |
| Le Cinéphile                                      | Walker Percy                | 1961  |
| Mrs. Dalloway                                     | Virginia Woolf              | 1925  |
| Le Festin nu                                      | William Burroughs           | 1959  |
| Un enfant du pays                                 | Richard Wright              | 1940  |
| Neuromancien                                      | William Gibson              | 1984  |
| Auprès de moi toujours                            | Kazuo Ishiguro              | 2005  |
| 1984                                              | George Orwell               | 1948  |
| Sur la route                                      | Jack Kerouac                | 1957  |
| Vol au-dessus d'un nid de coucou                  | Ken Kesey                   | 1962  |
| L'Oiseau bariolé                                  | Jerzy Kosinski              | 1965  |
| Feu pâle                                          | Vladimir Nabokov            | 1962  |
| Route des Indes                                   | E.M. Forster                | 1924  |
| Maria avec et sans rien                           | Joan Didion                 | 1970  |
| Portnoy et son complexe                           | Philip Roth                 | 1969  |
| Possession                                        | A. S. Byatt                 | 1990  |
| La Puissance et la Gloire                         | Graham Greene               | 1939  |
| Le Bel âge de Miss Brodie                         | Muriel Spark                | 1961  |
| Cœur de lièvre                                    | John Updike                 | 1960  |
| Ragtime                                           | E.L. Doctorow               | 1975  |
| Les Reconnaissances                               | William Gaddis              | 1955  |
| La Moisson rouge                                  | Dashiell Hammett            | 1929  |
| La Fenêtre panoramique                            | Richard Yates               | 1961  |
| Un thé au Sahara                                  | Paul Bowles                 | 1949  |
| Abattoir 5 ou la Croisade des enfants             | Kurt Vonnegut               | 1969  |
| Le Samouraï virtuel                               | Neal Stephenson             | 1992  |
| Le Courtier en tabac                              | John Barth                  | 1960  |
| Le Bruit et la Fureur                             | William Faulkner            | 1929  |
| Un week-end dans le Michigan                      | Richard Ford                | 1986  |
| L'Espion qui venait du froid                      | John le Carré               | 1964  |
| Le soleil se lève aussi                           | Ernest Hemingway            | 1926  |
| Mais leurs yeux dardaient sur Dieu                | Zora Neale Hurston          | 1937  |
| Tout s'effondre                                   | Chinua Achebe               | 1959  |
| Ne tirez pas sur l'oiseau moqueur                 | Harper Lee                  | 1960  |
| La Promenade au phare                             | Virginia Woolf              | 1929  |
| Tropique du Cancer                                | Henry Miller                | 1934  |
| Ubik                                              | Philip K. Dick              | 1969  |
| Sous le filet                                     | Iris Murdoch                | 1954  |
| Au-dessous du volcan                              | Malcolm Lowry               | 1947  |
| Watchmen                                          | Alan Moore and Dave Gibbons | 1986  |
| Bruit de fond                                     | Don DeLillo                 | 1985  |
| Sourires de loup                                  | Zadie Smith                 | 2000  |
| La Prisonnière des Sargasses                      | Jean Rhys                   | 1966  |